# Monte Penna (Appennino ligure)
Il monte Penna è situato nell'Appennino ligure, compreso nel Parco naturale regionale dell'Aveto, ed è alto 1735 m s.l.m..

## Descrizione

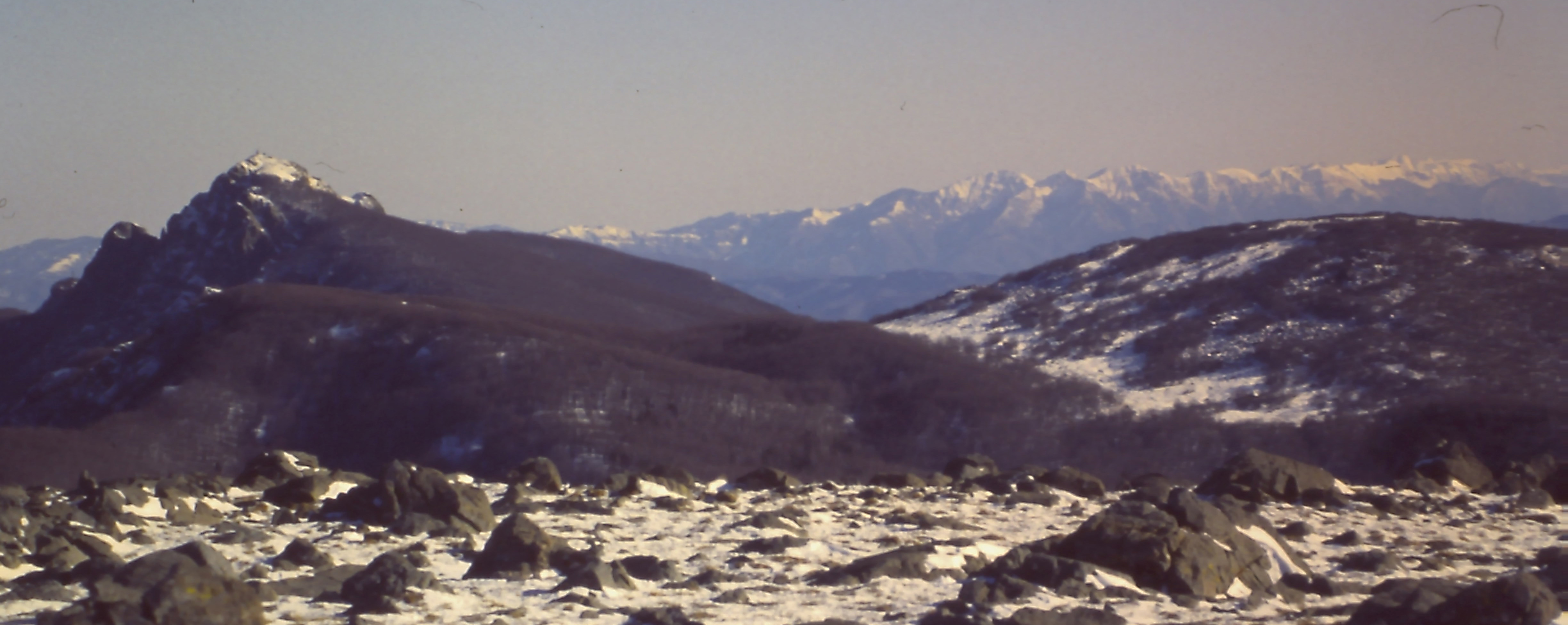
Il monte Penna innevato visto dall'Aiona; a sinistra il monte Pennino e a destra, sullo sfondo, l'Appennino Tosco-Emiliano di confine tra province di Parma e Massa-Carrara

Il versante settentrionale mostra un andamento assai ripido di nuda roccia basaltica, mentre il versante meridionale appare quasi morbido e lussureggiante per la foresta demaniale del Penna. Degni di particolare rilievo sono alcuni scorci quasi privi di segni di antropizzazione.
Il monte sovrasta la valle del Ceno e la valle del Taro, valli di confine tra le regioni Emilia-Romagna e Liguria.
La vetta, situata al confine tra Emilia-Romagna e Liguria, ospita una statua della Madonna in trono, rivolta verso la val di Taro e il paese di Alpe, perché portata dai suoi abitanti come segno devozionale, oltre a una cappella in pietra, con l'ingresso posto verso la Liguria, ed un alto parafulmine.

## Accesso alla vetta
L'area del monte Penna è raggiungibile da Chiavari attraverso il passo del Bocco e l'alta val di Taro a cui si arriva più facilmente da Parma. Da settentrione si può arrivare passando da Piacenza-val Trebbia-val d'Aveto, o dalla val Nure.
La montagna può essere raggiunta con un facile sentiero che parte dal passo dell'Incisa, ma in zona sono percorribili anche vie di arrampicata. L'escursionista che arriva alla sua cima può godere di un panorama che spazia a 360 gradi dal Mar Ligure a tutta la corona delle Alpi Occidentali, passando dai dettagli delle valli che lo contornano. Per questo motivo, gli antichi Liguri lo ritenevano sede della divinità celtica Penn, dal quale prende il nome.
In condizioni di buon innevamento, sul versante parmense della montagna è possibile effettuare sci di fondo con un percorso di circa 11 chilometri appositamente preparato e battuto da un gatto delle nevi. Sempre sul versante settentrionale, è possibile in inverno risalire il canalino che separa la vetta del Penna propriamente detto dal fratello minore Pennino. Nonostante l'altitudine modesta, l'esposizione a settentrione e la forte verticalità rendono il canalino una nota salita alpinistica.

## Punti di appoggio
Sul versante parmense della montagna, quello che presenta caratteristiche morfologiche maggiormente alpinistiche e severe, sono presenti due rifugi: il Rifugio Monte Penna, con 18 posti letto, e il recente rifugio CAI Faggio dei tre Comuni, alla confluenza tra i comuni di Tornolo, Bedonia e Santo Stefano d'Aveto. Altre strutture ricettive sono inoltre presenti nei centri circostanti, dei quali il più significativo dal punto di vista turistico è Santo Stefano d'Aveto. Per escursioni giornaliere l'area è dotata di attrezzature per grigliate e picnic.

## Tutela della natura

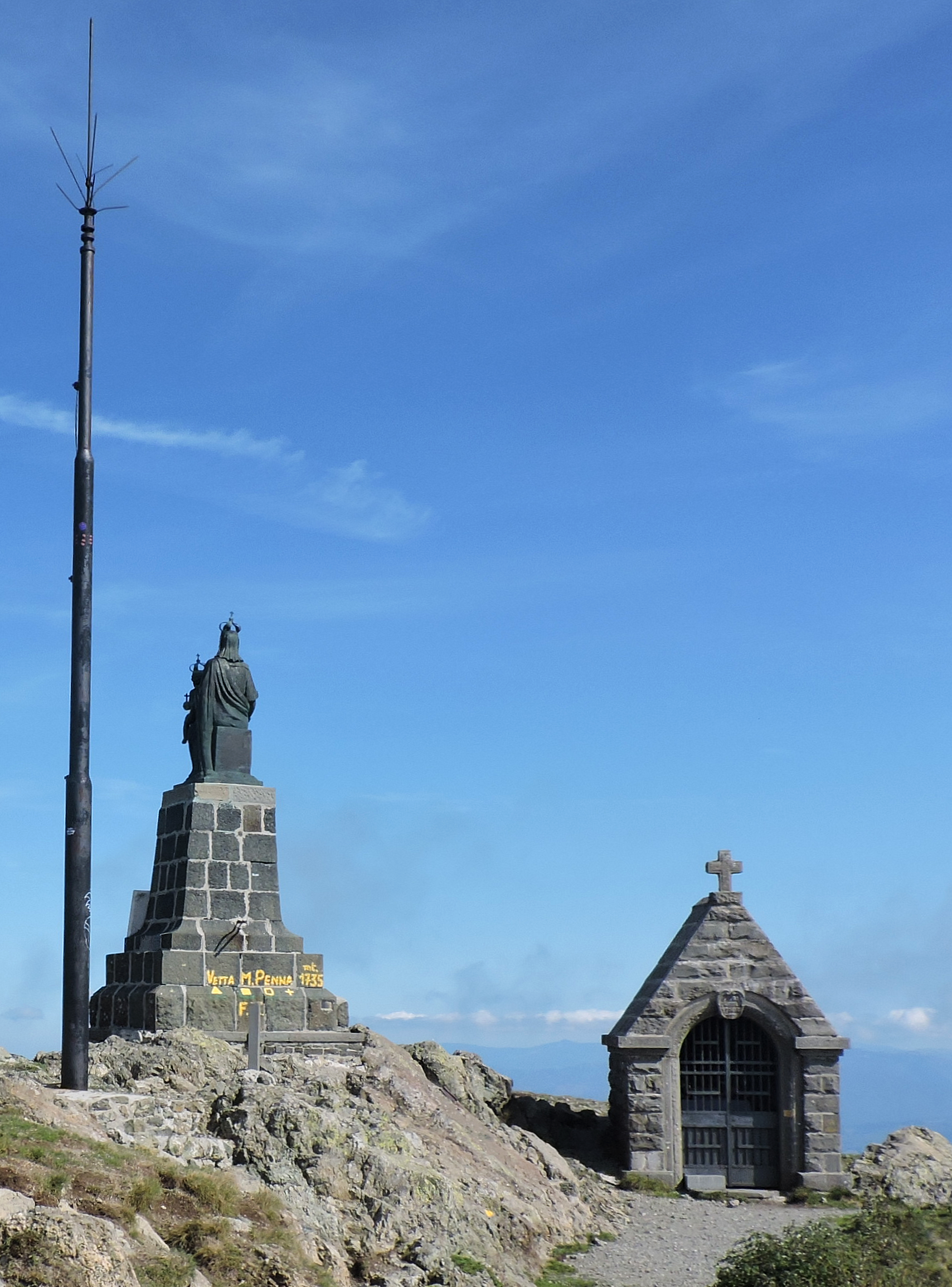
La vetta del monte

Sul monte Penna si trova anche l'Oasi faunistica del monte Penna, gestita dal WWF Italia per la parte faunistica e dalla Comunità Montana Valli del Taro e del Ceno per la parte forestale. Il versante ligure appartiene inoltre al Parco naturale regionale dell'Aveto, e il profilo della montagna insieme a quello del vicino monte Pennino è parte della grafica del marchio del Parco.